# Shunsuke Ando
Shunsuke Ando (Tòquio, 10 d'agost de 1990) és un futbolista japonès.

## Selecció japonesa
Va formar part de l'equip olímpic japonès als Jocs Olímpics d'estiu de 2012.